# Фотий Маниатис
 Тази статия е за пловдивския и сервийски и кожански митрополит.  За племенника му със същото име вижте Фотий II Константинополски.  
Фотий (на гръцки: Φώτιος, Фотиос) е гръцки духовник, сервийски и кожански митрополит.

## Биография
Роден е с фамилията Маниатис (Μανιάτης) на 25 март 1840 година на Големия Принцов остров в семейство от Спарта. Завършва духовното училище в Халки в 1864 година. На 4 юли 1864 година е ръкоположен за дякон. Служи в Арта (1864-1866) и на Крит (1866-1867). След това е архиерейски наместник на  „Успение Богородично“ в Диплокиони (Бешикташ) (1867-1868) и проповедник в Митилинската епархия (1868-1870). Продължава образованието си по богословие и филология в Атинския университет (1869 – 1873). След това служи като секретар на митрополит Прокопий Атински (1873-1874) и архиерейски наместник на „Свети Николай“ в Дзивали в Цариград (1874-1877).
На 14 август 1877 година в „Свети Архангели“ в Мега Рема (Арнауткьой) е ръкоположен за титулярен иринуполски епископ и е назначен за архиерейски наместник на „Свети Архангели“. Ръкополагането е извършено от митрополит Йероним Маронийски в съслужение с митрополитите Гервасий Халдийски и от бившия йерисовски епископ Дионисий. През май 1879 година е назначен за общ проповедник на Вселенската патриаршия.
В 1880 година е изпратен като проповедник в България. В 1881 година е назначен за архиерейски наместник на „Въведение Богородично“ в Ставродроми (Бейоглу) в Цариград.
На 14 декември или 19 декември 1889 година е избран за пловдивски митрополит с 8 от 11 гласа срещу епископ Йоаникий Китроски и архимандрит Герасим Доризас. По време на антигръцките вълнения в 1906 година отсъства от града и се намира в Бурса.
След вълненията, поради невъзможност да се върне в Пловдив, дава ръководството на епархията си на племенника си Фотий Маниатис и се установява в Цариград.
На 5 август 1910 година е избран за митрополит на Сервия и Кожани.
На 14/27 март 1923 година подава оставка и се оттегля да живее на Егина, където умира на 23 март 1925 година.